# Павловський Ігор Володимирович
Павловський Ігор Володимирович (нар. 29.04.1967, Херсон) — колишній помічник народних депутатів Юрія Самойленка (Партія регіонів, ВРУ VII скл.), Олексія Журавка та Миколи Паламарчука (Блок Порошенка, ВРУ VIII скл.), Віталія Барвіненка (Блок Тимошенко, ВРУ VI скликання), один з підозрюваних у справі про вбивство Катерини Гандзюк.

## Життєпис
Має вищу освіту. Колишній начальник комерційного відділу ПП «Наш продукт» (виробник м'ясної консервації та томатної пасти). Має псевдонім — «собака». За даними Ігоря, він дуже любить собак, раніше тримав багато різних порід, з якими брав участь в чемпіонатах, ак і отримав прізвисько.
2015 балотувався до Херсонської обласної ради (VII скл.) від Блоку Порошенка, але не пройшов.

## Справа Гандзюк
Павловський — разом з Сергієм Торбіним та Олексієм Левіним (Москаленком) є одними з основних підозрюваних у справі про вбивство Херсонської громадської активістки Катерини Гандзюк, слідство вважає Павловського можливим посередником у вбивстві активістки. Також його звинувачують у приховуванні інформації про напад на Гандзюк, що стався 31 липня 2018 року. Павловський відкидає звинувачення, заявляючи, що не був знайомим з Катериною.
За даними активістів, Павловський був посередником між замовником та виконавцем нападу на Гандзюк. За їхніми даними, він міг передавати гроші підозрюваному у злочині Сергію Торбіну.
12 листопада 2018 Павловського було заарештовано до 3 грудня без права внесення застави. 2 травня 2019 його було випущено з СІЗО під домашній арешт, зобов'язавши носити електронний браслет.
Ігор чотири разів ігнорував повістки до суду, зокрема в жовтні 2019 він не прийшов до Приморського суду Одеси, пояснивши це лікуванням, але в лікарні при цьому не перебував.
20 січня 2020 Ігоря було знову заарештовано в ході спецоперації в Херсоні, йому було оголошено про підозру (стаття 208 КПК України). Його було перевезено до Києва для продовження розслідування в Печерському районному суді. Наступного дня було обрано запобіжний захід — тримання підвартою до 4 березня 2020-го.
4 травня суд над Павловським перенесли, пояснивши це відсутністю інтернету в СІЗО, де того тримають.
1 жовтня Павловський заявив, що ініціатором нападу на Гандзюк був керівник Херсонської облради Владислав Мангер, який, за словами Павловського, замовив вбивство Катерини Сергію Торбіну.
16 жовтня Приморський суд Одеси визнав Павловського винним у приховуванні злочину, йому призначили позбавлення волі терміном два роки, але через угоду зі слідством, його звільнили від терміну з іспитовим строком на 1 рік.